# Lukas Meijer

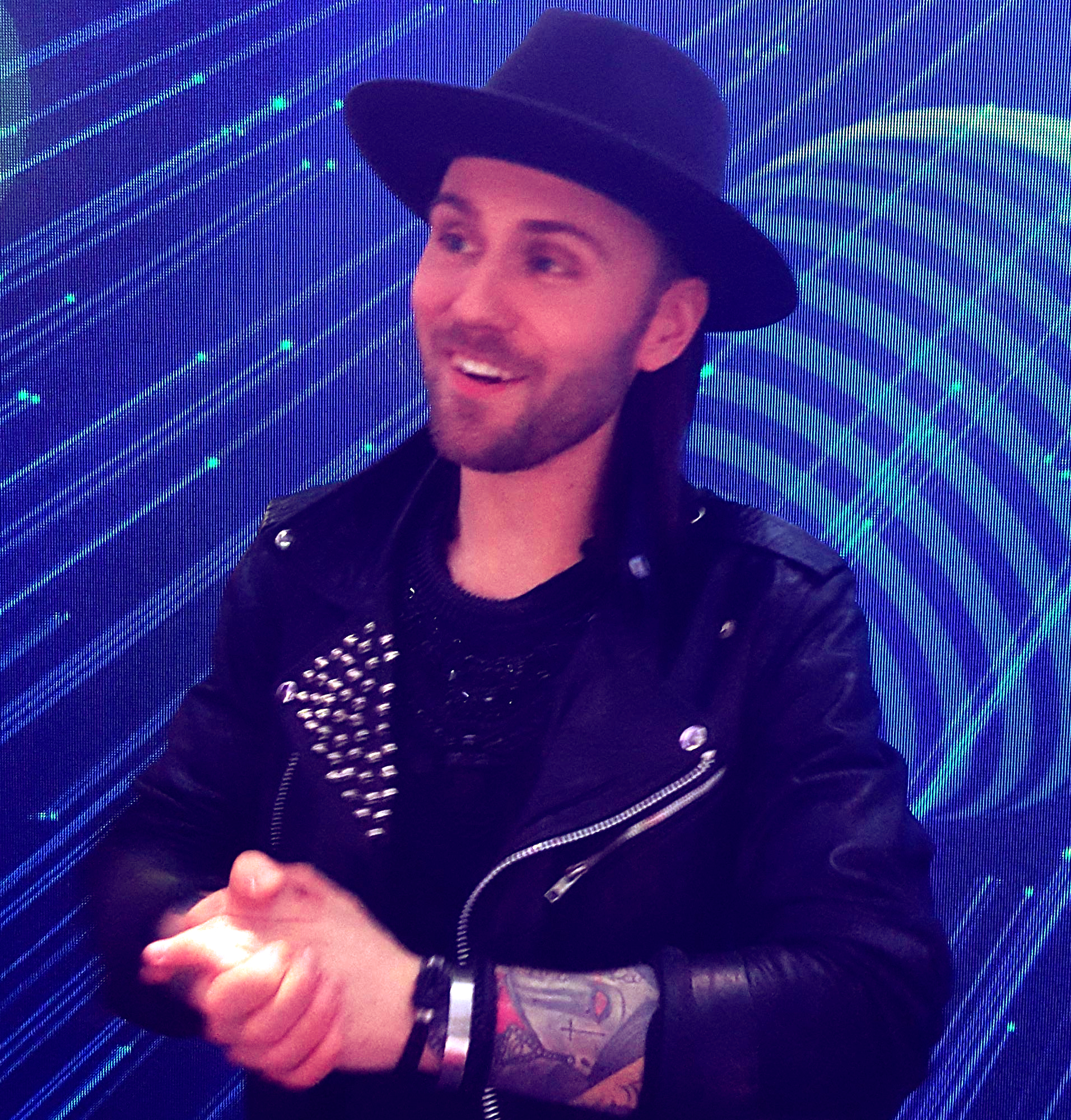
Lukas Meijer (2018)

Lukas Meijer (* 21. August 1988 in Stockholm) ist ein schwedischer Pop- und Rocksänger.

## Leben
Meijer wuchs in Ulricehamn auf und studierte an der Universität Uppsala. Seit 2013 ist er Sänger der schwedischen Pop-Rock-Band No Sleep for Lucy, die im Jahr 2018 ihr Debütalbum veröffentlichte.
Seit 2017 arbeitet er mit dem polnischen DJ Gromee zusammen. Gemeinsam gewannen sie im Jahr 2018 den polnischen Vorentscheid zum Eurovision Song Contest und vertraten mit dem Poptitel Light me Up Polen beim Eurovision Song Contest in Lissabon. Sie schieden dort im zweiten Halbfinale aus.
Neben seiner Tätigkeit als Sänger arbeitet er als Lehrer in Stockholm.

## Diskografie
Singles
- 2013: Lycka är vår tid
- 2017: Without You (Gromee feat. Lukas Meijer, PL: Platin)[1]
- 2018: Light Me Up (Gromee feat. Lukas Meijer, PL: ×2Doppelplatin )